# Nygårdsparken

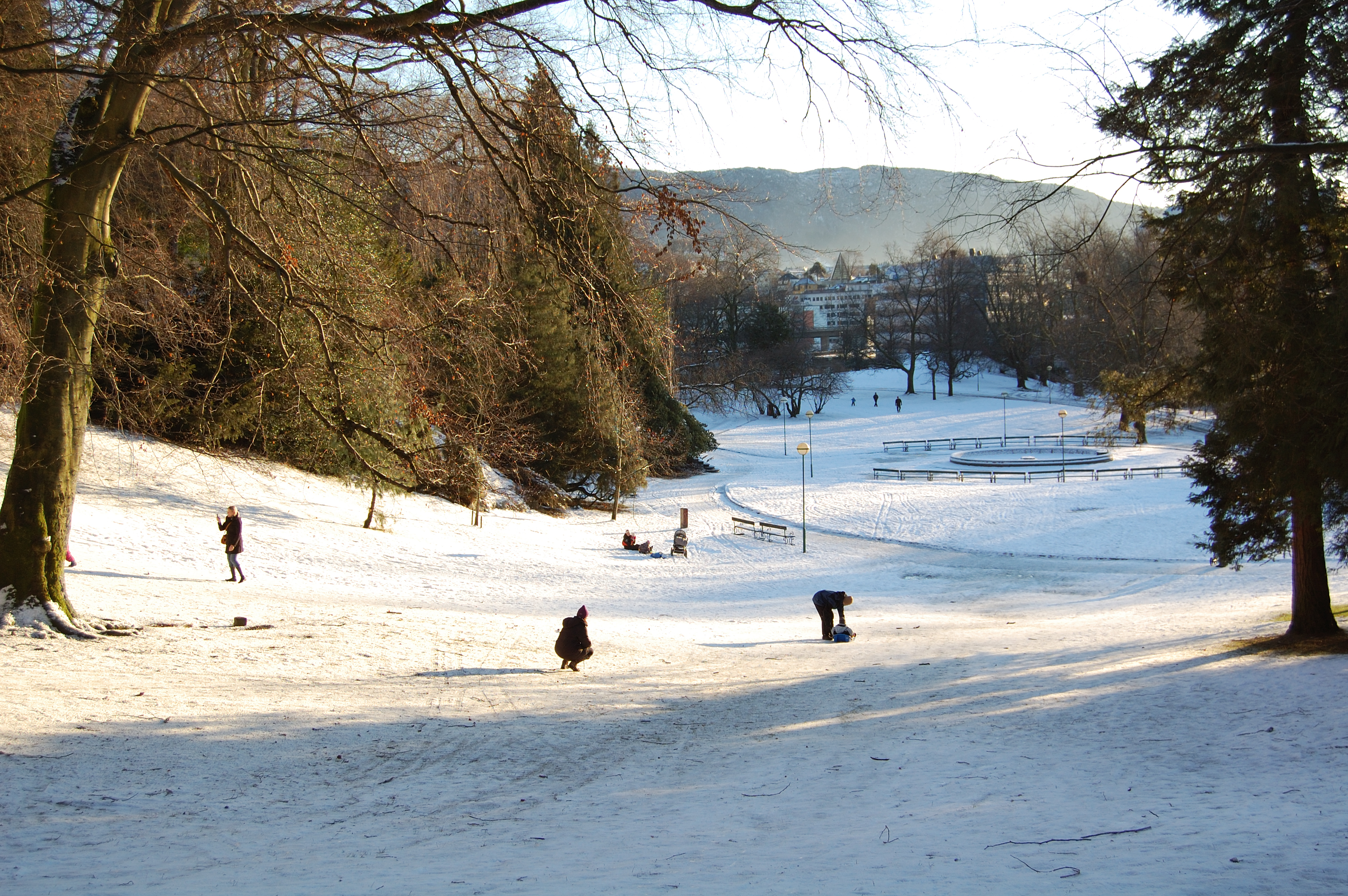
Nygårdsparken, januari 2009

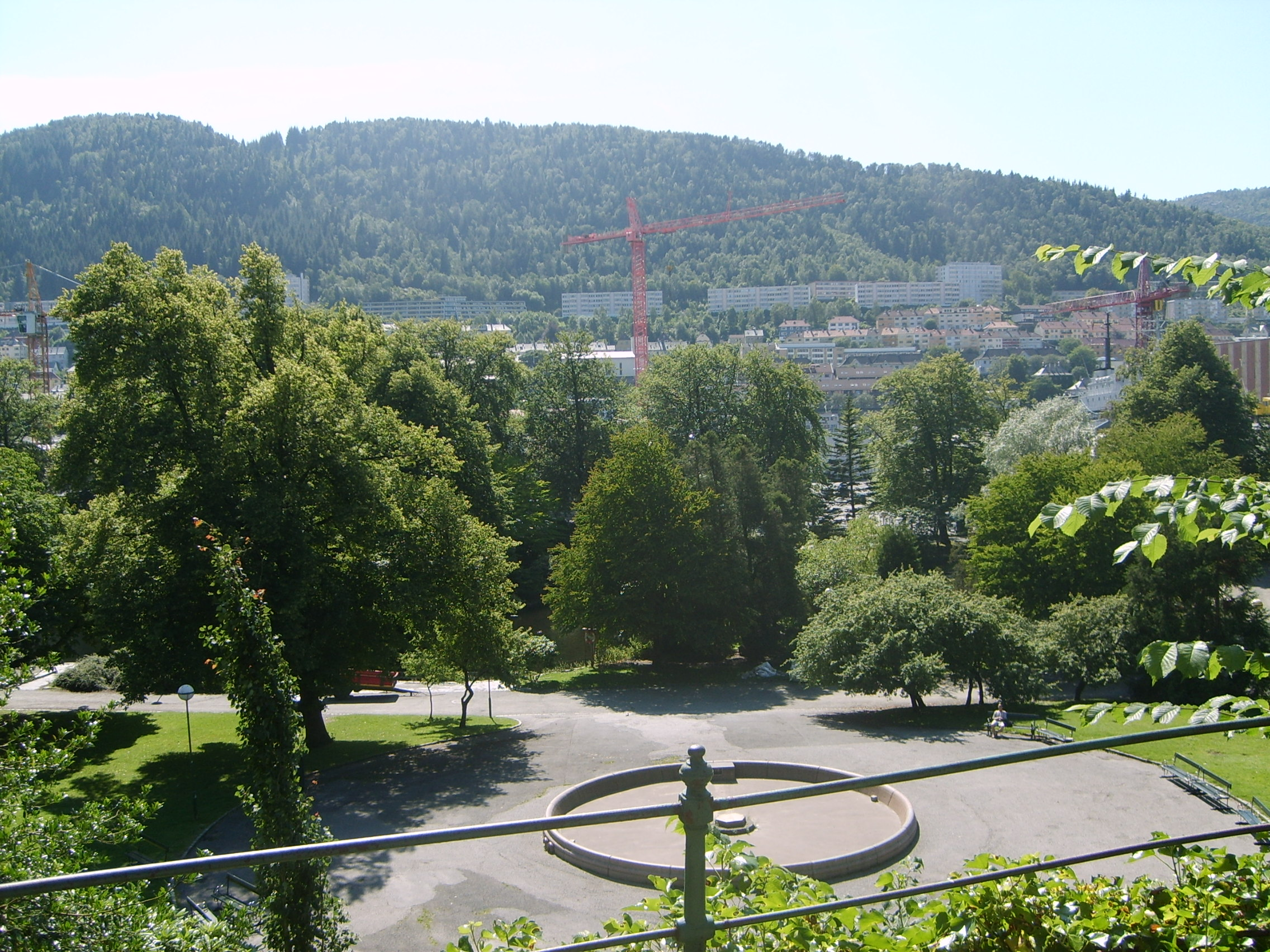
Nygårdsparken gezien in zuidelijke richting, vanaf de heuvel

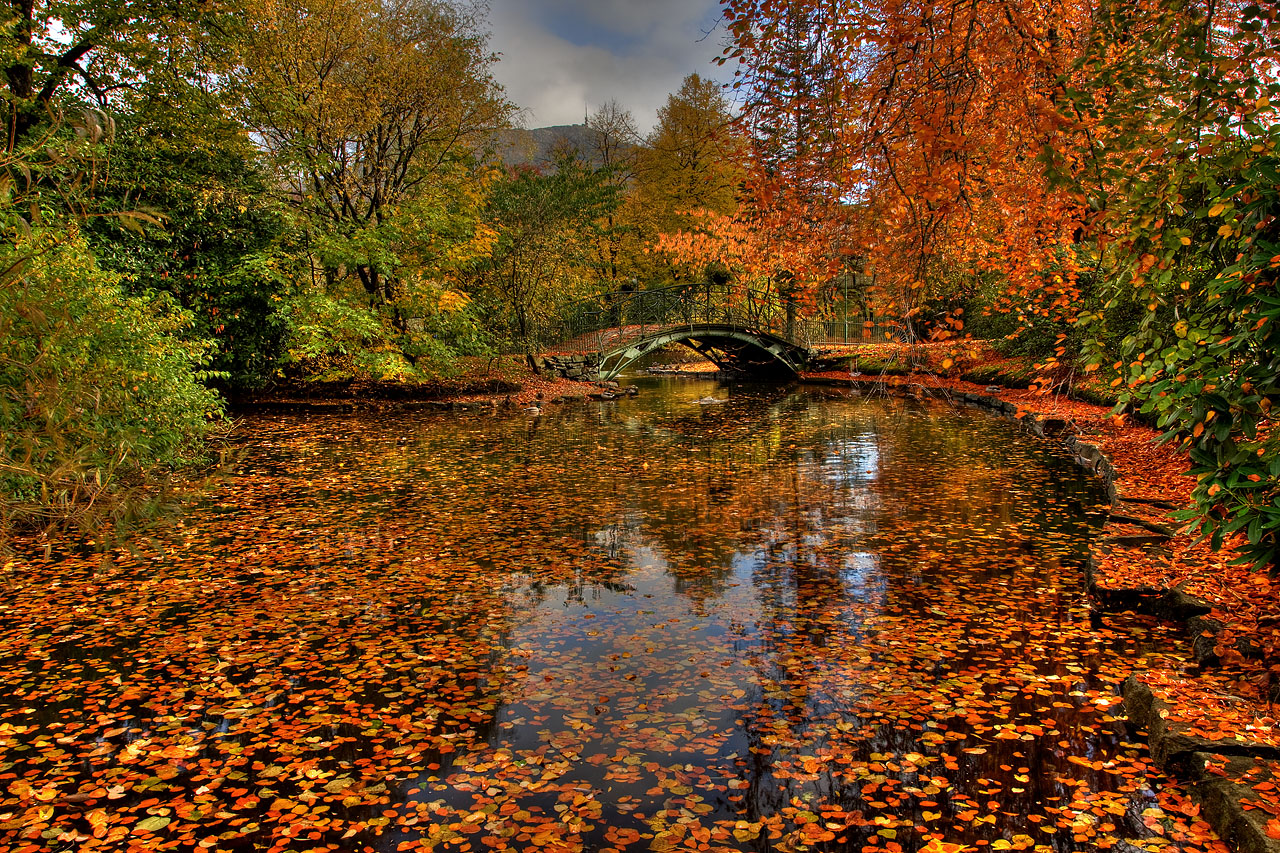
De vijver in Nygårdsparken, herfst 2008

Nygårdsparken is een park in het centrum van Bergen, de tweede stad van Noorwegen. Met een oppervlakte van 172.896 m² is Nygårdsparken het grootste stadspark van Bergen.
Nygårdsparken is vernoemd naar de wijk Nygård waarin het ligt. Het park omvat de zuidelijke kant van de heuvel Nygårdshøyden en grenst aan de noordkant aan de hoofdcampus van de Universiteit van Bergen. Ten zuiden van het park liggen de buurten Møhlenpris en Strømmen.
Het park werd geopend in 1885. Het idee kwam van de artsen Joachim Georg Wiesener en Klaus Hanssen, die in 1880 het Nygaards Parkselskab stichtten. Het park werd ontworpen in klassieke Engelse stijl door de Deense hovenier S. Lund Leiberg.
Een deel van Nygårdsparken staat bekend als hangplek van alcohol- en drugsverslaafden. Hier wordt ook veel drugs gedeald. In 2008 besloot de gemeenteraad om 500.000 kronen te besteden om het park op te ruimen. Het drugsprobleem zal hiermee echter niet verdwijnen, gaf de gemeenteraad toe.
Onder het park loopt de weg Sotraveien (Riksvei 555) in een tunnel vanaf de brug Puddefjordsbroen naar de E16 en E39. Ook de spoorlijn Bergensbanen loopt onder het park door. Bij de zuidelijke uitgang van het park is een ingang van een oude spoortunnel die ooit gebruikt werd voor een spoorlijn naar Voss.
In het park staat een monument uit 1947 voor strijders omgekomen in de Tweede Wereldoorlog. Dit beeld van een jongen wordt Nygårdsgutten (de "Nygårdsjongen") genoemd.
Een vereniging van vrienden van het park, Nygårdsparkens Venner, werd in 2006 opgericht.